# Rotaxany

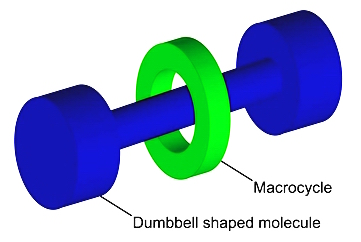
Grafické znázornění rotaxanu

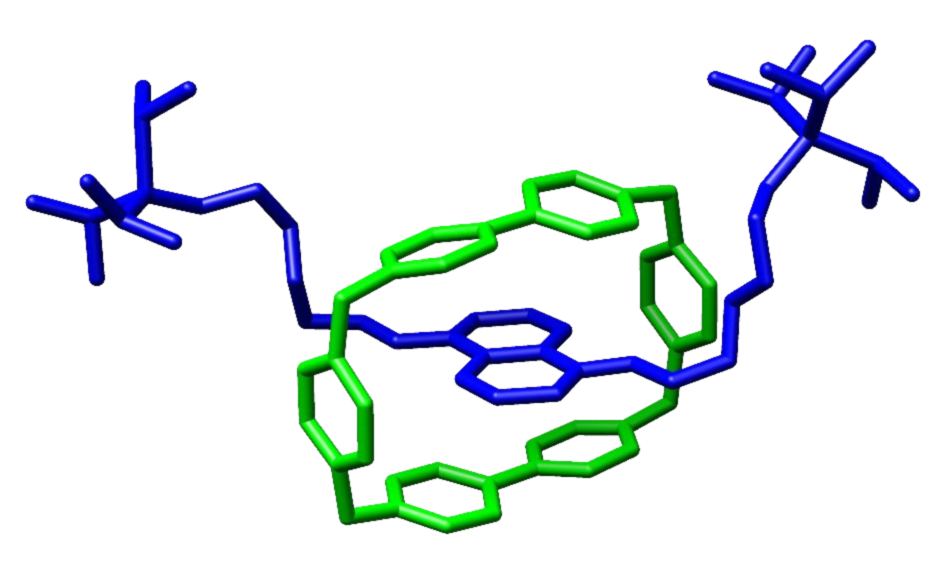
Struktura rotaxanu obsahujícího cyklobis(paraquat-p-fenylen)ový makrocyklus

Rotaxany jsou skupiny molekul, kde je jedna molekula ve tvaru činky obklopena makrocyklem. Obě složky se od sebe oddělují obtížně, protože konce činky jsou rozměrnější než vnitřní průměr kruhu a zamezují tak oddělení složek, které by vyžadovalo výrazné narušení kovalentních vazeb.
Většina výzkumu rotaxanů a jiných podobných struktur, jako jsou katenany, se zaměřuje na jejich přípravu a na využití jako molekulární stroje; rotaxany se ale také vyskytují v přírodních peptidech.
Za objev rotaxanů byla v roce 2016 udělena Nobelova cena za chemii Fraseru Stoddartovi.

## Příprava
První příprava rotaxanu byla popsána v roce 1967. K získání rotaxanů ve využitelných množstvích se makrocykly napojují na pevné podklady, nechají se 70krát reagovat s oběma polovinami činky a odštěpí od pokladu; výtěžnosti dosahují 6 %. Vyšších výtěžků lze dosáhnout předpřipravením výchozích látek pomocí tvorby vodíkových vazeb, koordinace na kovy, hydrofobních sil, kovalentních vazeb nebo coulombických sil. Třemi nejčastějšími způsoby přípravy rotaxanů jsou „přikrytí“, „odstřižení“ a „sklouznutí“, ale jsou známy i jiné. V roce 2007 byl objeven nový postup tvorby mechanicky navzájem zamknutých struktur pomocí katalýzy přechodnými kovy.

## Názvosloví
Názvosloví rotaxanů se odvozuje od počtu složek rotaxanu, který se vkládá do závorek a vytváří předponu; rotaxan obsahující jednu činkovitou molekulu a jeden makrocyklus se tak označuje jako [2]rotaxan.